# Самір Амін
Самі́р Амі́н (араб. سمير أمين, фр. Samir Amin; нар. 3 вересня 1931, Каїр, Єгипет — пом. 12 серпня 2018, Париж, Франція) — єгипетський економіст-теоретик, один із розробників теорії «залежного розвитку» й автор концепції «відокремлення від капіталістичної системи», критик неоколоніалізму. В своїй роботі поєднує марксистську методологію з поглядами на революційний процес Мао Цзедуна.

## Життєпис
Самір Амін народився в Каїрі в родині лікарів. Його батько — єгиптянин, матір — француженка. Дитинство й юність провів у Порт-Саїді, де ходив до французької середньої школи. З 1947 по 1957 навчався в Парижі; вивчав політичну науку та економіку. Пізніше, в автобіографії від 1990 року, про навчання у Парижі він писав, що заняттям приділяв часу рівно стільки, скільки було необхідно аби здати іспити, більшість же часу забирав «активізм».
В Париж Амін вступив до лав Французької Комуністичної партії (ФКП), але потім дистанціювався від радянського варіанту марксизму та ввійшов до маоїстських кіл. Разом з іншими студентами лівих поглядів видавав журнал «Anticolonialistes étudiants» («Антиколоніальні студії»).
Після закінчення університету повернувся до Каїру, де з 1957 по 1960 рр. працював науковим співробітником Національного інституту економічного управління. З 1960 по 1963 рр. — консультант Міністерства планування в Бамако (Малі). Був стипендіатом Африканського інституту економічного розвитку та планування (Дакар, Сенегал). З 1970 по 1980 рр. — директор Інституту. 1980 року пішов з Інституту, аби там саме, у Дакарі, очолити «Форум третього світу».
Амін — автор багатьох книжок і статей про проблеми глобальних економіки та політики.

## Ідеї
Якщо спробувати коротко окреслити погляди Аміна, то можна сказати, що характерним для них є поєднання Марксова методології з розумінням революційного процесу за Мао Цзе-дуном. У книжці «Закон вартости й історичний матеріалізм» (1977) Амін пише, що суспільну дійсність сучасного світу слід розглядати у двох площинах. Для першої основоположним є капіталістичний спосіб виробництва з притаманною йому класовою боротьбою між пролетаріатом і буржуазією; для другої — нерівномірний розвиток, що призводить до утворення прірви на різних рівнях, наприклад, між умовами життя різних ґруп населення всередині окремо взятої країни — між багатими (капіталістами) і бідними (робітничими класами), між розвиненими країнами («центрами», Північчю) і відсталими країнами («периферіями», Півднем). Ці два виміри реального капіталізму визначають питання соціальної і політичної боротьби, що грає в історії найважливішу роль. З цього огляду розвиток периферії був і залишається історією пристосування до потреб і обмежень пануючих центрів капіталу. Щоразу, коли у центрах відбувається перебудова, периферії мають до неї пристосовуватися.
Розшарування на міжнародному рівні є невід'ємною складовою реального капіталізму. «Закон всесвітньої вартости», як його називає Амін, працює на основі дискримінаційного ринку, що включає торгівлю та вільних рух капіталу, але виключає вільний рух робочої сили. Відтак закон всесвітньої вартости має тенденцію до усереднення цін на товари, але не до усереднення заробітної плати, оскільки розподіл вартости по світу, в тому числі через заробітну платню найманих працівників, не збігається з розподілом продуктивности праці. У периферіях у цілому продуктивність праці менша за продуктивність у центрах на десятки процентів, а винагорода менша у рази, отже норма експлоатації найманої праці (і норма прибутку) на периферії вища. Звідси нерівність у світі. На додаток до закону всесвітньої вартости тенденцію до нерівномірного розвитку у світі підсилюють нерівність доступу до корисних копалин, монополія на технічні винаходи та технології, позаекономічний примус, політично-військовий тиск, а також культурна гегемонія центрів.
Оскільки панівні класи центрів діляться часткою акумульованої додаткової вартости з підпорядкованими класами, соціальна революція у капіталістично розвинених країнах відкладається доти, доки істнує можливість отримувати цю «імперіалістичну ренту». Хоча рента не вирішує питання майнової нерівности в країнах центрів, всі ґрупи населення капіталістичних центрів отримують свою частку в ній, а значить так чи так зацікавлені у збереженні єдиного капіталістичного світу, у приєднанні до нього нових країн і тіснішого прив'язування до капіталізму старих. На периферії капіталістичного світу навпаки — питання революції є актуальним, адже стосується безпосередньо виживання слаборозвинених суспільств. Опинившись у світовому капіталістичному господарстві у непривілейованому положенні єдиний шлях подолати зачароване коло експлуатації і відсталості для них, це — «від'єднатися» від капіталістичної системи. Від'єднатися означає підпорядкувати економічний розвиток своєї країни — чи цілого регіону світу, ґрупи країн — не потребам світового ринку, що їх завжди визначають центри, а потребам внутрішнього розвитку. За Аміном, від'єднання означає перехід від закону всесвітньої вартості до «закону національної вартости», що означає справедливий розподіл продуктів у суспільстві відповідно до внеску кожного; продукцію не для задоволення ринкового попиту, а для задоволення людських потреб; урізноманітнення продукції не з метою збільшення прибутку, а відповідно до людських потреб; залучення широких народних мас до економічного планування і прийняття політичних рішень.
Амін вважає, що від'єднання у справжньому розумінні без соціальної революції неможливо, інакше це буде не від'єднання, а автаркія. Від'єднання, це — не розірвання зв'язків із світом, але розірвання зв'язку з капіталістичним світом як з зовнішнім, так і всередині. Від'єднання від системи не відбуватиметься без боротьби, адже в країнах периферії влада належить «національній» буржуазії, що по суті є аґентурою капіталістичних центрів на периферіях. Ця буржуазія є компрадорською — вона живе з розпродажу національних багатств і не готова розстатися зі своїм прибутками, а значить не готова віддавати і владу. Для перемоги над нею необхідний національно-народний союз («історичний блок», якщо скористатися темінологією італійського марксиста Антоніо Ґрамші), що висуне гасло антикапіталістичної революції. Таке від'єднання має стати першим кроком на шляху переходу до світової соціалістичної системи, а цей перехід Амін розглядає не який швидкий «стрибок», але як цілу історичну епоху.

## Твори
- 1957, Les effets structurels de l'intégration internationale des économies précapitalistes. Une étude théorique du mécanisme qui a engendré les éonomies dites sous-développées (thesis)
- 1965, Trois expériences africaines de développement: le Mali, la Guinée et le Ghana
- 1966, L'économie du Maghreb, 2 vols.
- 1967, Le développement du capitalisme en Côte d'Ivoire
- 1969, Le monde des affaires sénégalais
- 1969, The Class struggle in Africa
- 1970, Le Maghreb moderne (translation: The Magrheb in the Modern World)
- 1970, L'accumulation à l'échelle mondiale (translation: Accumulation on a world scale)
- 1970, with C. Coquery-Vidrovitch, Histoire économique du Congo 1880–1968
- 1971, L'Afrique de l'Ouest bloquée
- 1973, L'échange inégal et la loi de la valeur
- 1973, Neocolonialism in West Africa
- 1973, 'Le developpement inegal. Essai sur les formations sociales du capitalisme peripherique' Paris: Editions de Minuit. (translation: Unequal development Нерівномірний розвиток)
- 1974, with K. Vergopoulos: La question paysanne et le capitalisme
- 1975, with A. Faire, M. Hussein and G. Massiah: La crise de l‘impérialisme
- 1976, ‘Unequal Development: An Essay on the Social Formations of Peripheral Capitalism' New York: Monthly Review Press.
- 1976, L'impérialisme et le développement inégal (translation: Imperialism and unequal development)
- 1976, La nation arabe (translation: The Arab Nation)
- 1977, La loi de la valeur et le matérialisme historique (translation: The law of value and historical materialism)
- 1979, Classe et nation dans l'histoire et la crise contemporaine. Paris: Éd. de Minuit (translation: Class and nation, historically and in the current crisis Кляса та нація в історії і сучасна криза)
- 1980, L'économie arabe contemporaine (translation: The Arab economy today)
- 1981, L'avenir du Maoïsme Paris: Éd. de Minuit (translation: The Future of Maoism Майбутнє маоїзму)
- 1982, Irak et Syrie 1960–1980
- 1982, (with G. Arrighi, A. G. Frank and I. Wallerstein): La crise, quelle crise? (translation: Crisis, what crisis?)
- 1984, 'Was kommt nach der Neuen Internationalen Wirtschaftsordnung? Die Zukunft der Weltwirtschaft' in 'Rote Markierungen International' (Fischer H. and Jankowitsch P. (Eds.)), pp. 89–110, Vienna: Europaverlag.
- 1984, Transforming the world-economy? : nine critical essays on the new international economic order.
- 1985, La déconnexion (translation: Delinking: towards a polycentric world)
- 1988, Impérialisme et sous-développement en Afrique (expanded edition of 1976)
- 1988, L'eurocentrisme: critique d'une ideologie. Paris: Anthropos (translation: Eurocentrism Евроцентризм. Критика однієї ідеолоґії)
- 1988, with F. Yachir: La Méditerranée dans le système mondial
- 1989, La faillite du développement en Afrique et dans le tiers monde
- 1990, with Andre Gunder Frank, Giovanni Arrighi and Immanuel Wallerstein: Transforming the revolution: social movements and the world system
- 1990, Itinéraire intellectuel; regards sur le demi-siècle 1945-90 (translation: Re-reading the post-war period: an Intellectual Itinerary)
- 1991, L'Empire du chaos (translation: Empire of chaos)
- 1991, Les enjeux stratégiques en Méditerranée
- 1991, with G. Arrighi, A. G. Frank et I. Wallerstein): Le grand tumulte
- 1992, 'Empire of Chaos' New York: Monthly Review Press.
- 1994, L'Ethnie à l'assaut des nations
- 1995, La gestion capitaliste de la crise
- 1996, Les défis de la mondialisation
- 1997, 'Die Zukunft des Weltsystems. Herausforderungen der Globalisierung. Herausgegeben und aus dem Franzoesischen uebersetzt von Joachim Wilke' Hamburg: VSA.
- 1997, Critique de l'air du temps
- 1999, «Judaism, Christianity and Islam: An Introductory Approach to their Real or Supposed Specificities by a Non-Theologian» in «Global capitalism, liberation theology, and the social sciences: An analysis of the contradictions of modernity at the turn of the millennium» (Andreas Mueller, Arno Tausch and Paul Zulehner (Eds.)), Nova Science Publishers, Hauppauge, Commack, New York
- 1999, Spectres of capitalism: a critique of current intellectual fashions
- 2000, L'hégémonisme des États-Unis et l'effacement du projet européen
- 2002, Mondialisation, comprendre pour agir
- 2003, Le virus libéral: la guerre permanente et l'américanisation du monde. Paris: Le Temps des cerises (Вірус лібералізму. Безперервна війна й американізація світу)
- 2004, The Liberal Virus: Permanent War and the Americanization of the World
- 2005, with Ali El Kenz, Europe and the Arab world; patterns and prospects for the new relationship
- 2006, Beyond US Hegemony: Assessing the Prospects for a Multipolar World
- 2008, with James Membrez, The World We Wish to See: Revolutionary Objectives in the Twenty-First Century
- 2009, 'Aid for Development' in 'Aid to Africa: Redeemer or Coloniser?' Oxford: Pambazuka Press
- 2010, 'Eurocentrism — Modernity, Religion and Democracy: A Critique of Eurocentrism and Culturalism' 2nd edition, Oxford: Pambazuka Press
- 2010, 'Ending the Crisis of Capitalism or Ending Capitalism?' Oxford: Pambazuka Press
- 2010, 'Global History — a View from the South' Oxford: Pambazuka Press
- 2010, 'The Law of Worldwide Value' Закон всесвітньої вартости
- 2011, 'Maldevelopment — Anatomy of a Global Failure' 2nd edition, Oxford: Pambazuka Press
- 2011, 'Imperialsim and Globalization' : Monthly Review Press
- 2011, 'Le Monde arabe dans la longue durée: le «printemps» arabe? Paris: Le Temps des cerises' Арабський світ у довгостроковій перспективі: арабська «весна»?
- 2013, 'The Implosion of Contemporary Capitalism' : Monthly Review Press
- 2016, 'Russia and the Long Transition from Capitalism to Socialism' : Monthly Review Press Росія та довгий перехід від капіталізму до соціялізму

## Переклади творів

### Українською
- Самір Амін. Евроцентризм. Критика однієї ідеолоґії. — Київ: «Вперед», 2022.

### Російською
- Самир Амин. Вирус либерализма. Перманентная война и американизация мира. — Москва: «Европа», 2007.

### Англійською
- The Maghreb in the Modern World: Algeria, Tunisia, Morocco, London: Penguin, 1970, 256 pp.
- Neo-Colonialism in West Africa, London: Penguin, 1973, 298 pp.
- Accumulation on a World Scale: A Critique of the Theory of Underdevelopment, 2 vols., New York: Monthly Review Press, 1974, 648 pp.
- Unequal Development: Social Formations at the Periphery of the Capitalist System, New York: Monthly Review Press, 1976, 440 pp.
- Imperialism and Unequal Development, New York: Monthly Review Press, 1977, 267 pp.
- The Arab Nation: Nationalism and Class Struggles, London: Zed Books, 1978, 116 pp.
- The Law of Value and Historical Materialism, New York: Monthly Review Press, 1978, 133 pp.
- Class and Nation: Historically and in the Current Crisis, New York: Monthly Review Press, 1980, 292 pp.
- The Arab Economy Today, London: Zed Books, 1982, 124 pp.
- The Future of Maoism, New York: Monthly Review Press, 1983, 128 pp.
- Eurocentrism, New York: Monthly Review Press, 1989, 152 pp.
- Delinking: Towards a Polycentric World, London: Zed Books, 1990, 208 pp.
- Maldevelopment: Anatomy of a Global Failure, London: Zed Books, 1990, 244 pp.
- Empire of Chaos, New York: Monthly Review Press, 1992, 272 pp.
- Re-Reading the Postwar Period: An Intellectual Itinerary, New York: Monthly Review Press, 1994, 256 pp.
- Capitalism in the Age of Globalization: The Management of Contemporary Society, London: Zed Books, 1997, 176 pp.
- Africa and the Challenge of Development, Ibadan: Hope Publications, 1998, 160 pp.
- Spectres of Capitalism: A Critique of Current Intellectual Fashions, New York: Monthly Review Press, 1998, 160 pp.
- Obsolescent Capitalism: Contemporary Politics and Global Disorder, London: Zed Books, 2003, 208 pp.
- The Liberal Virus, New York: Monthly Review Press, 2004, 144 pp.
- Beyond US Hegemony: Assessing the Prospects for a Multipolar World, London: Zed Books, 2004, 208 pp.
- The World We Wish to See: Revolutionary Objectives in the Twenty First Century, New York: Monthly Review Press, 2008, 160 pp.
- From Capitalism to Civilization: Reconstructing the Socialist Perspective, New Delhi: Tulika Books, 2010, 204 pp.
- Ending the Crisis of Capitalism or Ending Capitalism?, Nairobi, Cape Town, Dakar and Oxford: Pambazuka Press, 2010, 208 pp.
- Global History: A View from the South, Nairobi, Cape Town, Dakar and Oxford: Pambazuka Press, 2010, 200 pp.
- Eurocentrism: Modernity, Religion, and Democracy: A Critique of Eurocentrism and Culturalism, 2nd ed., New York: Monthly Review Press, 2010, 240 pp.
- The Law of Worldwide Value, New York: Monthly Review Press, 2010, 160 pp.
- The Implosion of Contemporary Capitalism, New York: Monthly Review Press, 2013, 144 pp.
- Three Essays on Marx’s Value Theory, New York: Monthly Review Press, 2013, 96 pp.
- The Reawakening of the Arab World: Challenge and Change in the Aftermath of the Arab Spring, New York: Monthly Review Press, 2016, 248 pp.
- Russia and the Long Transition from Capitalism to Socialism, New York: Monthly Review Press, 2016, 144 pp.
- Modern Imperialism, Monopoly Finance Capital, and Marx's Law of Value, New York: Monthly Review Press, 2018, 250 pp.
- Only People Make Their Own History: Writings on Capitalism, Imperialism, and Revolution, New York: Monthly Review Press, 2019, 246 pp.
- The Long Revolution of the Global South: Toward a New Anti-Imperialist International, New York: Monthly Review Press, 2019, 480 pp.

### Іспанською
- Hassan Riad, Egipto, fenómeno actual, Nova Terra, Barcelona, 1969.
- Categorías y Leyes fundamentales del capitalismo, Nuestro Tiempo, México, 1973.
- El capitalismo periférico, Nuestro Tiempo, México, 1973.
- Desarrollo desigual, Nuestro Tiempo, México, 1973.
- Capitalismo periférico y comercio internacional, Ediciones Periferia, Buenos Aires, 1974.
- El desarrollo desigual, ensayo sobre las formaciones sociales del capitalismo periférico, Libros de confrontación, Barcelona, 1974.
- Elogio del socialismo, El capitalismo: una crisi estructural, Feminismo y lucha de clases (en col. con Eynard y Stuckey), Ed. Anagrama, Barcelona, 1974.
- La acumulación a escala mundial, Siglo XXI, Buenos Aires y México, 1975.
- Sobre la transición, Ed. Zero, Madrid, 1975.
- Los Angeles, U.S. of Plastika (en coll. Con Eynard), C'est une crise de l'impérialisme, les aires culturelles, Ed. Anagrama, Barcelona, 1975.
- Imperialismo y comercio internacional. El intercambio desigual, Siglo XXI, Madrid, 1976
- Clases y naciones en el materialismo histórico, El Viejo Topo, Barcelona, 1979.
- La ley del valor y el materialismo histórico, Fondo de Cultura Económica, México, 1981.
- Dinámica de la crisis global, Siglo XXI, México, 1987
- La deconexión, hacia un sistema mundial policéntrico, IEPALA, Madrid, 1988.
- El Eurocentrismo, Siglo XXI, México, 1989.
- Capitalismo y sistema mundo, Lafarga edicions, Barcelona, 1993.
- El Juego de la Estrategia en el Mediterráneo, IEPALA, Madrid, 1993.
- El Fracaso del desarrollo en África y en el Tercer Mundo, un análisis político, IEPALA, Madrid, 1994.
- Los desafíos de la mundialización, Siglo XXI, México, 1997.
- El capitalismo en la era de la globalización, Paidos, Barcelona, Buenos Aires, México, 1998.
- Los fantasmas del capitalismo, El Ancora, Bogotá, 1999.
- Miradas a un medio siglo, Itinerario intelectual 1945—1990, IEPALA Madrid; Plural — La Paz, 1999.
- El hegemonismo de los Estados Unidos y el desvanecimiento del proyecto europeo; Ed. El Viejo Topo; Madrid 2001.
- Crítica del nuestro tiempo ; Siglo XXI, México , 2001
- Más allá del capitalismo senil ; El viejo topo, Barcelona 2003
- Por la Quinta Internacional ; El viejo topo, Barcelona 2005
- La Crisis. Salir de la crisis del capitalismo o salir del capitalismo en crisis ; El viejo topo, Barcelona 2009
- El socialismo en el siglo XXI: reconstruir la perspectiva socialista; IEPALA, Madrid, 2009

## Нагороди
- 2009:Премія Ібн Рушда за свободу думки[en]

### Твори Аміна
- Американский империализм, Европа и Ближний Восток (2004)(рос.)
- Африка: жизнь на грани (2001)(рос.)
- Бідність, зубожіння та нагромадження капіталу у світі (2003)
- Выйти с периферии капитализма (интервью; 2018)(рос.)
- Возвращение фашизма в современном капитализме (2014)(рос.)
- Глобализация стара как мир (интервью; 2016)(рос.)
- Движение в Египте (2011)(рос.)
- Евроцентризм. Критика однієї ідеолоґії (глави з книги, 1988)
- Египет: начало долгой борьбы (интервью; 2011)(рос.)
- Економічна глобалізація та політичний універсалізм: чи суперечать вони одне одному? (2000)
- Излишек при монополистическом капитализме и империалистическая рента (2012)(рос.)
- «Империя» и «Множество»: остимпериалистическая Империя или новая экспансия империализма? (2005)(рос.)
- Накопичення у глобальному масштабі та імперіалістична рента (глава з книги «Закон всесвітньої вартості», 2010)
- Ливия может распасться, как Сомали (2011)(рос.)
- Маоїзм потрібний всюди у світі (2008)
- Траектория исторического капитализма и призвание марксизма в «третьем мире» (2011)(рос.)
- Щодо стратеґії переходу (1976)
- The Center Will not Hold, the Rise and Decline of Liberalism (2012)(англ.)
- The Communist Manifesto, 170 Years Later (2018)(англ.)
- Empire and Multitude (2005)
- Imperialism and Globalization (2001)(англ.)
- India, a Great Power? (2005)(англ.)
- The New Imperialist Structure (2019)(англ.)
- A Note on the Death of André Gunder Frank (1929—2005)(англ.)
- The Political Economy of the Twentieth Century (2000)(англ.)
- The Return of Fascism in Contemporary Capitalism (2014)(англ.)
- Revolution or Decadence? (2018)(англ.)
- U.S. Hegemony and the Response to Terror (2001)(англ.)
- U.S. Imperialism, Europe, and the Middle East (2004)(англ.)
- We Need a New Communist International: interview (2008)(англ.)
- World Poverty, Pauperization & Capital Accumulation (2003)(англ.)

### Про нього
- Саид Абдусамадов. Самир Амин и критика мирового капитализма (2009)(рос.)
- Роман Тиса. Самір Амін і від'єднання від капіталізму (2019)
- John Bellamy Foster, "Samir Amin at 80: An Introduction and Tribute" (2011)(англ.)
- Nick Dearden, "Samir Amin: a vital challenge to dispossession" (2018)(англ.)
- Phil, "On Samir Amin's utopia about the bourgeois development of the third world" (1997)(англ.)